# Gabriela de Habsburgo
Gabriela de Habsburgo (Cidade do Luxemburgo 14 de outubro de 1956), também conhecida como arquiduquesa Gabriela da Áustria é a filha de Oto, Príncipe Herdeiro da Áustria e da princesa Regina de Saxe-Meiningen. Ela também é neta de Carlos I, o último imperador da Áustria e da imperatriz Zita da Áustria.

## Casamento e filhos
Em 30 de agosto de 1978, em Pöcking, Baviera, Gabriela casou em 5 de setembro de 1978 em St. Odile, com o plebeu Christian Meister, um advogado alemão. Eles se divorciaram em 1997 e o casamento foi anulado canonicamente.  Eles tiveram três filhos:
- Severin Meister (9 de janeiro de 1981).
- Lioba Meister (20 de agosto de 1983) casou com Alistair Hayward em 13 de julho de 2013.
- Alene Meister (7 setembro de 1986).

## Honras

### Honra dinástica Nacional
- Casa de Habsburgo: Grande Mestra Dama da Ordem da Cruz Estrelada [2]

### Honras estatais nacionais
- Geórgia: Membro da Decoração do Tosão de Ouro
- Geórgia: O destinatário da Medalha de Honra